# 卡薩迦·伊斯馬伊洛娃

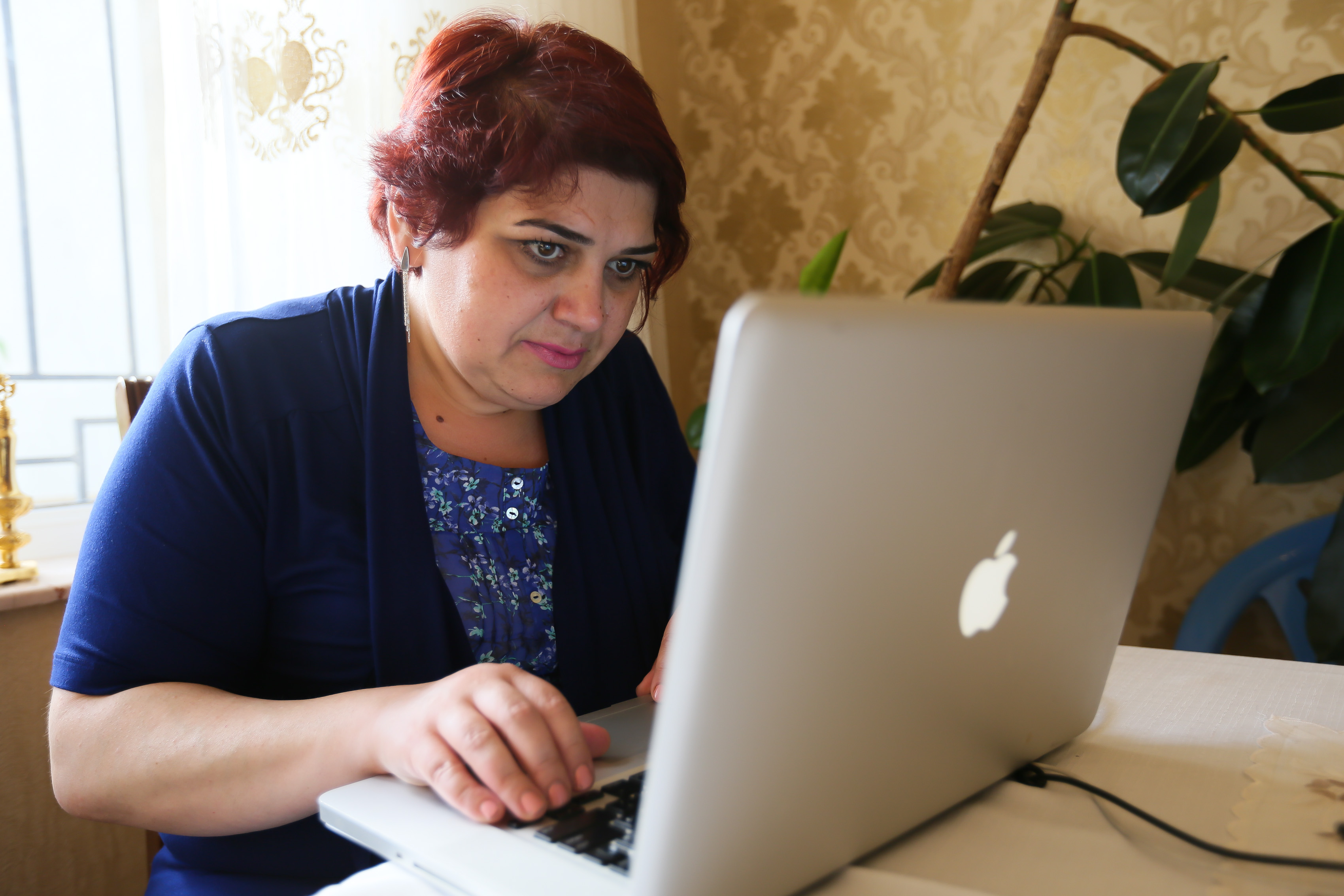
卡薩迦·伊斯馬伊洛娃

卡薩迦·伊斯馬伊洛娃 (1976年5月27日—）是阿塞拜疆调查报导記者和电台主持人，並在自由欧洲电台／自由电台任職。 卡薩迦·伊斯馬伊洛娃是一位无神论者。 
卡薩迦·伊斯馬伊洛娃從巴库国立大学畢業後，在多家媒體機構任職。卡薩迦·伊斯馬伊洛娃报道了阿塞拜疆國內的金融腐败现象，結果引發伊利哈姆·阿利耶夫執政當局的不滿。  2014年12 月，卡薩迦·伊斯馬伊洛娃被指煽动自杀而被捕。  2015年9月1日，伊斯马伊洛娃被指犯下贪污和逃税罪而被判处七年半监禁。  2016年5月25日，阿塞拜疆最高法院下令讓伊斯马伊洛娃的判決緩期執行。  2017年12月，伊斯玛伊洛娃获得正確生活方式獎。
第二次納戈爾諾-卡拉巴赫戰爭期間，卡薩迦·伊斯馬伊洛娃表示任何以此次戰爭為藉口对阿塞拜疆政府或土耳其政府實施的制裁都应受到阿塞拜疆人民的强烈谴责。 